# Livländische Konföderation

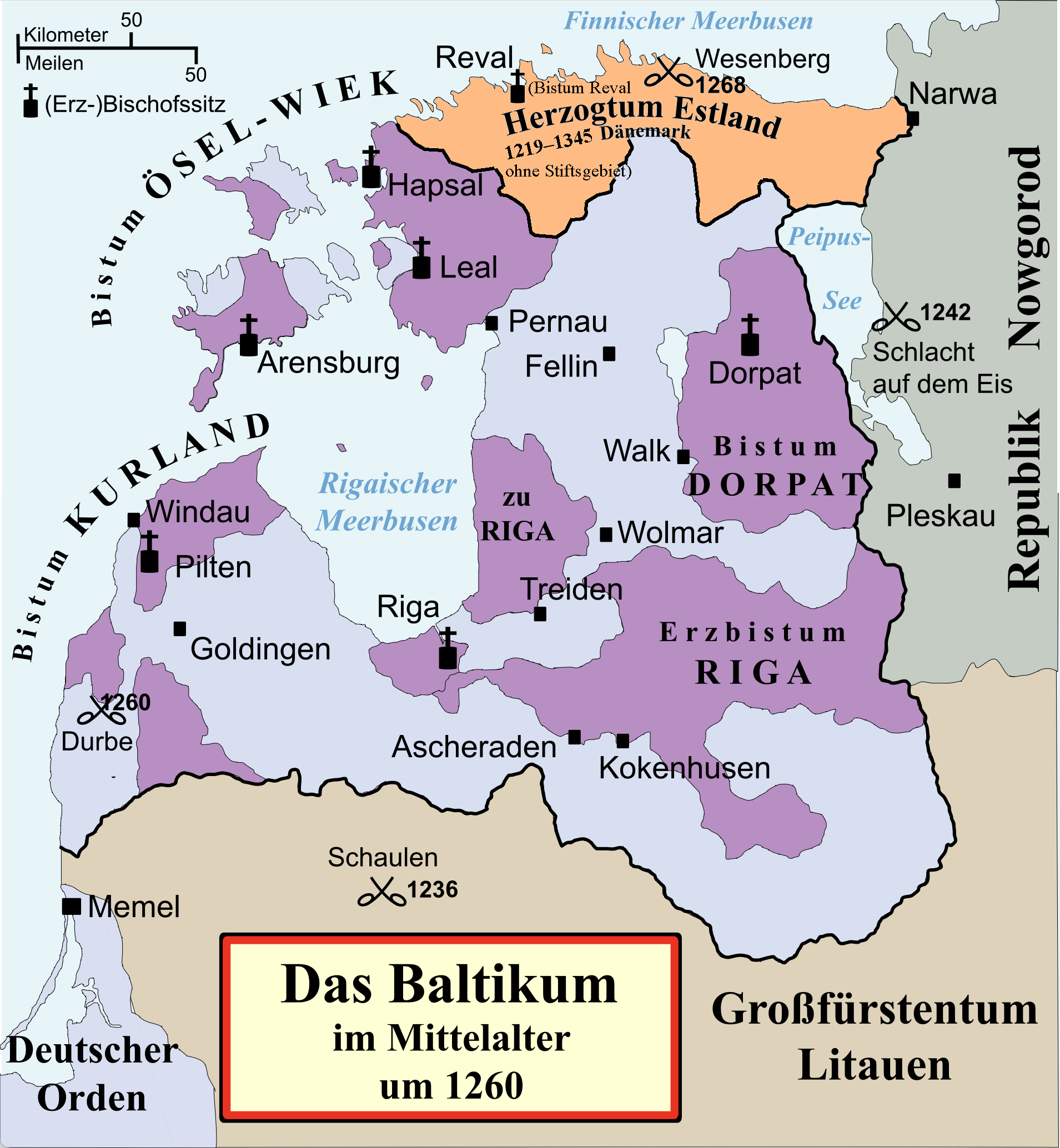
Die Livländische Konföderation 1260. Teile des Baltikums (außer Litauen) wurden im Mittelalter als Livland nach dem Volksstamm der Liven bezeichnet. Livland teilte sich in bischöfliche Herrschaftsgebiete und Gebiete des Deutschen Ordens.

Die Livländische Konföderation (auch lateinisch Terra Mariana, Marienland) war ein lose organisierter Staatenbund, der von 1228 bis in die 1560er Jahre in Livland (auf dem heutigen Gebiet von Estland und Lettland) bestand.

## Geschichte
Die Livländische Konföderation setzte sich aus fünf kleineren Staaten zusammen:
1. Das direkt vom Schwertbrüderorden (respektive ab 1237 dem Livländischen Orden) beherrschte Gebiet
2. das Erzbistum Riga
3. das Bistum Dorpat
4. das Bistum Ösel-Wiek
5. das Bistum Kurland

Diese Aufteilung war 1228 durch den päpstlichen Gesandten Wilhelm von Modena vorgenommen worden und stellte einen Kompromiss zwischen dem Erzbistum Riga und dem mächtigen Schwertbrüderorden dar, nachdem die deutschen Ritter die Gebiete der Esten und Liven und der baltischen Stämme der Lettgallen, Selonen, Semgallen und Kuren erobert hatten. Die theoretische Formel für die Aufteilung des Landes lag bei einem Drittel für den Orden und zwei Dritteln für die Bischöfe. Tatsächlich aber wurde der größte Teil Livlands vom Orden kontrolliert und Streitigkeiten zwischen dem Orden, den Bischöfen und den mächtigen Hansestädten gab es während der gesamten Dauer der Konföderation häufig.
Insbesondere der Dualismus des Deutschen Ordens und der Rigaischen Erzbischöfe, die zusammen die mächtigsten Landesherren stellten, prägte Alt-Livland, wie die Konföderation der geistlichen Territorien auch genannt wurde, vom Mittelalter bis in die Neuzeit.
Die politischen Auseinandersetzungen zwischen den einzelnen Territorien und das Streben des Deutschen Ordens nach politischer Dominanz führten dazu, dass die livländischen Bischöfe sich bald um eine Unterstützung seitens der Stände bemühten.
Die erste Form der Ständevertretung, die auf die Initiative der Bischöfe einberufen wurde, waren die Landesräte in den Bistümern Dorpat (1342), Riga (1383) Ösel-Wiek (1385), die sich aus Vertretern der Domkapitel und aus der Ritterschaft zusammensetzten.
Um die Auseinandersetzungen der Territorialherren zu schlichten, wurde 1419 der Livländische Landtag ins Leben gerufen, Ort der Versammlung war Walk. Der Landtag setzte sich aus Mitgliedern des Livländischen Ordens, den Bischöfen, Vasallen und Vertretern der Städte zusammen. Die politische Aktivität der Stände in Livland entwickelte sich auf zwei Ebenen: einerseits die Landesräte und die ständischen Versammlungen in den einzelnen Territorialherrschaften, andererseits auch die gesamtlivländische Versammlungen und die Städtetage der livländischen Hansestädte.
Zu Beginn des 15. Jahrhunderts erlangte der Deutsche Orden in Livland eine dominierende militärische und politische Position. Er konnte diese jedoch nicht lange aufrechtzuerhalten, da seine Niederlagen in den Kriegen mit der polnisch-litauischen Union nach der Schlacht bei Tannenberg (1410) in den Jahren 1422 und 1431–1435 den livländischen Landmeister zur Zusammenarbeit mit den livländischen Bischöfen und Ständen zwangen. Damit begann die politische Bedeutung der Stände- und Städteversammlungen zuzunehmen.
Von der Reformation in den frühen 1520er Jahren rasch erfasst, unterhöhlten die Lehren Luthers in den Folgejahren die verfassungsrechtlichen Grundlagen der geistlichen Herrschaften.
In der Amtszeit des Ordensmeisters Wolter von Plettenberg (1494–1535) wuchs die Macht und der Einflussbereich des Livonischen Ordens. Seit dem Herrschaftsantritt des Moskauer Großfürsten Iwan III. und dem russischen Einmarsch in Livland rückte ab 1462 die Außenpolitik in den Vordergrund der livländischen Politik, während die inneren Auseinandersetzungen in Livland an Bedeutung verloren.

## Ende der Konföderation
Alle Teilstaaten der Livländischen Konföderation verloren während des Livländischen Kriegs (1558 bis 1583) ihre Unabhängigkeit. Angesichts der Bedrohung durch den Moskowiter beschloss der Landtag 1561 sich unter den Schutz Sigismunds II. August, des Königs von Polen und Großfürsten von Litauen, zu stellen. Nachdem der letzte Erzbischof von Riga, Wilhelm von Brandenburg, im Jahr 1561 abdanken musste, wurde Riga zur Freien Reichsstadt. Gotthard Ketteler, der letzte Landmeister in Livland schuf nach der Säkularisation des Deutschen Ordens in Livland in seiner Eigenschaft als Ordensgemeinschaft im selben Jahr mit dem Herzogtum Kurland und Semgallen ein weltliches und protestantisches Herrschaftsgebiet unter polnischer Lehnshoheit.
Bischof Johann von Münchhausen verkaufte die Rechte an seinen kleinen Bistümern Ösel-Wiek und Kurland, 1559 an den dänischen König Frederik II., der damit seinen jüngeren Bruder Magnus von Holstein abfand, der dann 1560 in Livland als Landesherr auftrat.
siehe Zerfall Alt-Livlands im Livländischen Krieg